# Período assírio inicial
O período assírio inicial foi o primeiro estágio da história assíria, precedendo o período assírio antigo e cobrindo a história da cidade de Assur, e seu povo e cultura, antes da fundação da Assíria como uma cidade-estado independente sob Puzurassur I em c. 2 025 a.C. Muito pouca evidência material e textual sobrevive deste período. As primeiras evidências arqueológicas em Assur datam do Período Dinástico Arcaico, c. 2 600 a.C., mas a cidade pode ter sido fundada ainda mais cedo, já que a área havia sido habitada por milhares de anos antes e outras cidades próximas, como Nínive, são significativamente mais antigas.
A evidência arqueológica sugere que Assur foi originalmente habitada por hurritas e foi o local de um culto de fertilidade dedicado à deusa Istar. O nome "Assur" não é historicamente atestado antes da era do Império Acádio no século XXIV a.C.; é possível que a cidade tenha sido originalmente chamada de Baltil, usado em épocas posteriores para se referir à sua porção mais antiga. Em algum momento antes da ascensão do Império Acádio, os ancestrais de língua semítica dos assírios posteriores se estabeleceram em Assur e arredores, deslocando ou assimilando a população original. Fundada em um local sagrado e estratégico, a cidade em si foi gradualmente divinizada durante o período assírio inicial e eventualmente se tornou personificada como o deus Assur, firmemente estabelecido como a divindade nacional assíria na época de Puzurassur I.
Não há evidências de que Assur tenha sido independente em qualquer ponto do período assírio inicial. Ao longo dos séculos anteriores a Puzurassur I, é evidente que a cidade foi dominada por uma sequência de estados e impérios poderosos do sul da Mesopotâmia. No período dinástico arcaico, Assur experimentou considerável influência suméria e, por um tempo, caiu sob a hegemonia da cidade suméria de Quis. Nos séculos XXIV a XXII a.C., a cidade fazia parte do Império Acádio como um posto administrativo no norte da Mesopotâmia, esse período seria mais tarde visto como uma idade de ouro pelos reis assírios posteriores. No estágio geopolítico final anterior à independência de Assur, a cidade tornou-se uma cidade periférica dentro do império sumério da terceira dinastia de Ur (c. 2112–2004 a.C.).

## História

### Origens de Assur
Sabe-se que as aldeias agrícolas na região que mais tarde se tornaria a Assíria existiam na época da cultura de Hassuna, c. 6300–5800 a.C. A cidade de Assur provavelmente foi fundada em algum momento do Período Dinástico Arcaico (c. 2900–2350 a.C.), ou talvez antes, embora não haja evidências de que a cidade seja um estado independente antes da época de Puzurassur I, que governou por volta de 2 025 a.C. As primeiras evidências arqueológicas conhecidas de Assur são anteriores ao Império Acádio em apenas alguns séculos, sendo de c. 2 600 a.C. ou 2 500 a.C. Nessa época, a região circundante já era relativamente urbanizada, um desenvolvimento que talvez tenha resultado da influência do sul da Mesopotâmia fortemente urbanizada. Evidências arqueológicas do período dinástico arcaico são, em geral, muito mais escassas no norte da Mesopotâmia, incluindo em torno de Assur, do que no sul da Mesopotâmia. Muitos dos primeiros vestígios históricos de Assur podem ter sido destruídos durante os extensos projetos de construção dos reis assírios posteriores, que trabalharam para criar fundações niveladas para os edifícios que erigiram na cidade. Muito pouca informação concreta é conhecida sobre Assur no período inicial, e a maioria dos pesquisadores não trata a cidade como passível de muita análise histórica até o período assírio antigo, iniciado por Puzurassur I.
O início de Assur foi provavelmente um centro religioso e tribal local, sugerido pela presença precoce de templos no local. A presença de templos monumentais sugere que havia uma cidade de algum tamanho ao redor dos templos, e que o local não era apenas um pequeno local de culto. Assur foi construída em um local altamente estratégico; numa colina sobranceira ao rio Tigre, protegida por um rio de um lado e um canal do outro. No entanto, a região era relativamente árida, localizada ao norte das terras irrigadas artificialmente do sul da Mesopotâmia.
Reis assírios posteriores usaram o nome "Baltil" ou "Baltila" para se referir à parte mais antiga de Assur, ou talvez a um assentamento anterior no mesmo local. "Baltila" é um nome de origem hurrita, atestado como nome pessoal entre os hurritas perto da cidade de Nuzi. De acordo com uma estela erguida pelo rei neobabilônico Nabonido cerca de dois mil anos depois, Baltila era a capital da terra de Subir. Subir, que também aparece nas variantes Subar e Subartu, é atestado como um nome para a terra ao redor de Assur, mas os assírios posteriores raramente o usavam. A razão para o nome ter sido abandonado em tempos posteriores parece ser que assumiu um significado pejorativo: durante o Antigo Império Babilônico (c. 1894–1595 a.C.), tantos escravos foram importados de "Subartu" que "Subariano" tornou-se um sinônimo de "escravo".

### História política
Durante grande parte do período assírio inicial, Assur foi dominada por estados e regimes do sul da Mesopotâmia. A cidade foi ocupada pelo Império Acádio e depois pela terceira dinastia de Ur. Antes disso, Assur também foi por um tempo uma das muitas cidades mesopotâmicas sob a frouxa hegemonia da cidade suméria de Quis.

#### Sob o Império Acádio

Mapa aproximado do Império Acádio sob Narã-Sim. Assur foi um importante centro administrativo local no norte sob os reis acádios.

O Império Acádio provavelmente conquistou Assur no reinado de seu primeiro governante, Sargão (c. 2334–2279 a.C.), e é conhecido por ter controlado a cidade pelo menos desde o reinado de Manistusu (c. 2270–2255 a.C.), pois inscrições contemporâneas dedicadas a Manistusu foram recuperadas da cidade. Uma inscrição dedicada a Manistusu foi gravada na ponta de bronze de uma lança por Azazu, um governante local de Assur que era vassalo do rei acádio. A inscrição de Azazu também foi dedicada a uma divindade, mas o nome, talvez do deus Assur, não está claramente preservado. Textos do período acádio de Nuzi ilustram que a cidade de Assur era um importante posto avançado local e centro administrativo sob o Império Acádio, frequentemente com funcionários acádios. Um palácio, semelhante a um palácio construído pelo rei acádio Narã-Sim em Tell Brak, também foi construído na cidade.
A inscrição mais antiga conhecida de Assur, anterior à de Azazu, foi feita pelo Išši'ak Aššur (governador de Assur) Ititi, filho de um homem chamado Ininlaba.  Ititi era presumivelmente também um vassalo acádio. Ambos os nomes Ititi e Ininlaba também são atestados em Nuzi. O Ititi atestado em Nuzi, talvez o mesmo homem que o governador assírio, foi um dos generais mais capazes de Sargão da Acádia. Em sua inscrição, Ititi dedica o "despojo" de Gasur (uma cidade possivelmente idêntica a Nuzi) à deusa Istar. Que Ititi evidentemente invadiu Nuzi testemunha a falta de controle central acádio na região; se os reis acádios governassem firme e diretamente ambas as cidades, é improvável que eles pudessem atacar um ao outro. O período de domínio acádio sobre Assur influenciou fortemente a língua e a cultura da Assíria nos milênios seguintes. Enquanto os reis acádios foram mais tarde desprezados pelos babilônios no sul da Mesopotâmia como uma afronta ao deus da Babilônia, Marduque, os assírios se lembraram do período como uma idade de ouro e muitos reis assírios posteriores tentaram imitar os governantes acádios. O status de Assur como uma cidade comercial proeminente, bem estabelecida no posterior período antigo assírio, pode ter começado sob os reis acádios, pois suas conquistas abriram novas oportunidades para o comércio.
Há evidências arqueológicas e literárias de que a idade de ouro de Assur sob os reis acádios chegou a um fim violento. Os restos de templos do período inicial em Assur e Nínive indicam que eles foram violentamente destruídos. De acordo com o texto babilônico posterior Lenda de Narã-Sim, um exército de aparência estranha dos Lulubi invadiu as partes do norte do Império Acádio antes de continuar para o sul e, eventualmente, atingir a própria Babilônia.  Evidências arqueológicas do palácio de Narã-Sim em Tell Brak demonstram que também foi saqueado. De acordo com a assirióloga Hildegard Lewy, pode-se supor que os Lulubi de fato invadiram a Mesopotâmia e destruíram Assur neste momento.

#### Sob a terceira dinastia de Ur

Mapa aproximado do território da terceira dinastia de Ur sob Sulgi. Assur era uma cidade periférica neste império.

Assur foi restaurada em algum momento após sua destruição pelos Lulubi. O Império Acádio entrou em colapso no início do século XXII a.C., provavelmente devido a rebeliões no sul da Mesopotâmia e as invasões dos gútios no leste. O impacto que o colapso do império teve em Assur não pode ser determinado a partir das evidências sobreviventes, mas outras fontes indicam que grande parte da Mesopotâmia novamente se fraturou em pequenas cidades-estados, talvez incluindo Assur.
Dentro de um século do colapso do Império Acádio, o sul da Mesopotâmia foi reunido pela terceira dinastia suméria de Ur (c. 2112–2004 a.C.). Os governantes de Ur não estavam tão preocupados com o norte da Mesopotâmia quanto os acádios, mas conduziram campanhas e conquistas na região e estabeleceram o controle sobre Assur. Ao contrário do sul, que governavam diretamente, cidades periféricas como Assur foram colocadas sob o domínio de governadores. A administração militar dos governadores assegurava lealdade e homenagem. Nas ruínas de um dos templos de Assur, dedicado a Istar, uma inscrição escrita pelo governador (šakkanakkum) Zaricum afirma que ele fundou um novo templo na cidade, dedicado à deusa Belat Ecali (ou seja, Ninegal), pela vida de Amar-Sim (c. 2046–2037 a.C.), rei de Ur.
O período de domínio sumério de Assur chegou ao fim quando o último rei da terceira dinastia de Ur, Ibi-Sim (c. 2028–2004 a.C.) perdeu seu controle administrativo nas regiões periféricas de seu império e Assur tornou-se uma cidade-estado independente sob seus próprios governantes, começando com Puzurassur I por volta de 2 025 a.C.

### Primeiros nomes naLista de Reis Assírios

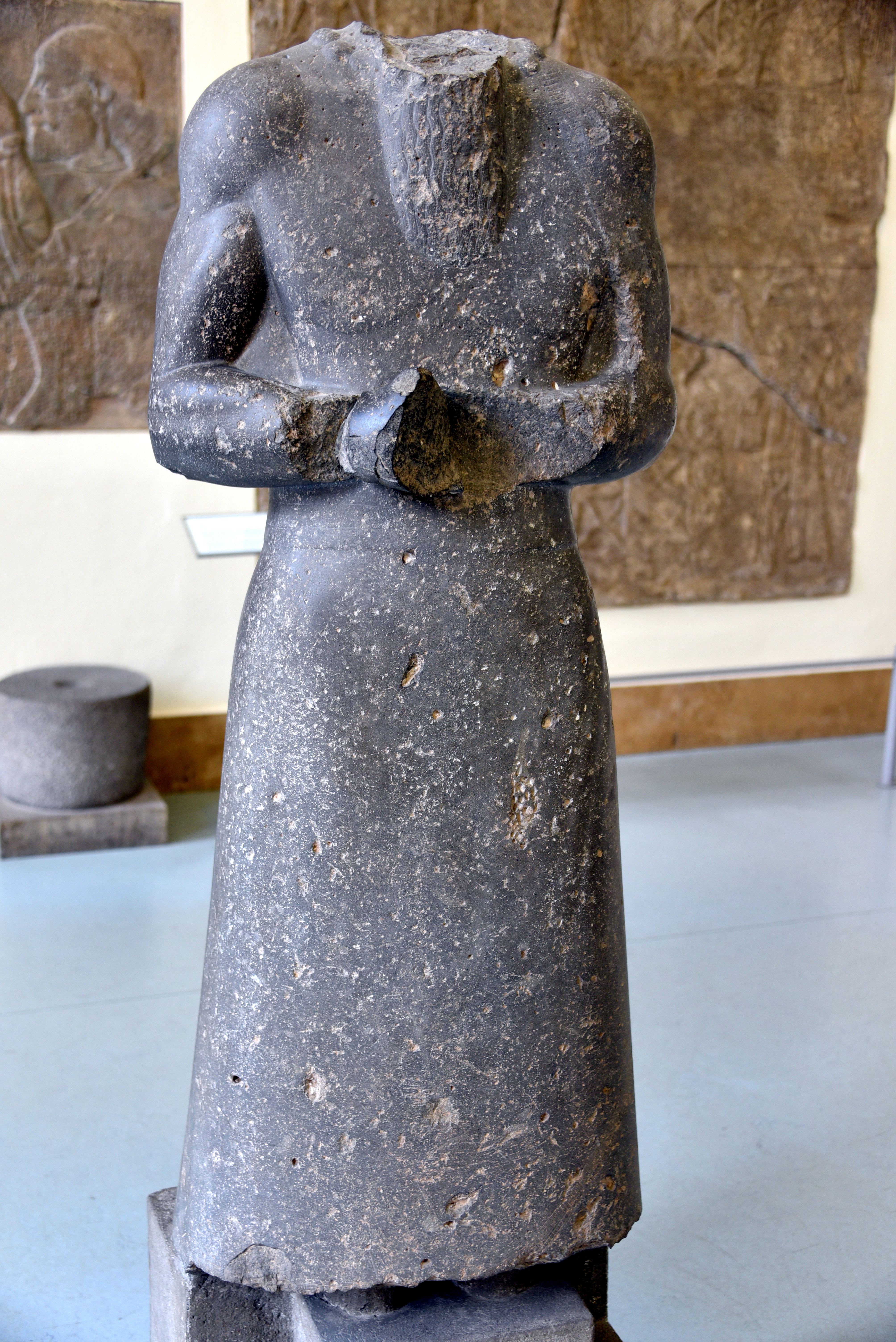
Estátua decapitada de um governante do período acádio descoberta em Assur. Acredita-se que represente o rei Manistusu ou o governador local Ititi.

Embora não haja evidência de domínio assírio independente durante o período inicial, a Lista de Reis Assírios, um documento muito posterior que lista a sequência de governantes assírios, lista 29 reis antes de Puzurassur, não verificados pelas fontes contemporâneas. Pelo menos partes desta sequência são provavelmente inteiramente inventadas, já que muitos dos nomes dos primeiros governantes rimam (sugerindo um padrão inventado), e os nomes não correspondem aos nomes de governadores conhecidos de Assur sob os impérios acádio e neo-sumério. Talvez a sequência tenha sido inventada na tentativa de criar uma "pré-história" legítima por um dos reis assírios posteriores. Dado que os primeiros governantes são descritos como "reis que viviam em tendas", eles, se reais, podem não ter governado Assur, mas sim ter sido chefes tribais nômades em algum lugar nas proximidades. Esta origem nômade se encaixa mal com o registro arqueológico de Assur e locais vizinhos, que indica uma intensa agricultura e urbanização precoce. Como na Lista de Reis Sumérios, vários nomes, se reais, também podem ter pertencido a governantes que eram contemporâneos/rivais, em vez de sucessores e predecessores um do outro.
Lewy especulou que os "reis que viviam em tendas" não eram reis, mas os ancestrais contemporâneos das diferentes tribos que eventualmente se tornaram o povo assírio, semelhante às Doze Tribos de Israel. Outros pesquisadores, como Klaas Veenhof e Jesper Eidem, descartaram os primeiros nomes na lista de reis como uma mistura de nomes tribais-geográficos amorreus sem qualquer relação com Assur. Os "reis que viviam em tendas" são sucedidos na lista de reis pelos "reis que foram ancestrais", uma sequência de nomes tipicamente interpretada como os ancestrais do rei posterior Samsiadade I (c. 1808–1776 a.C.), inserido na lista de reis em um esforço para criar legitimidade dinástica (embora eles não governassem Assur), ou como um conjunto geral de ancestrais amorreus lendários (Samsiadade era um amorreu e uma sequência semelhante de nomes aparecem em um texto que descreve os ancestrais da dinastia amorreia da Babilônia). Os "reis que foram ancestrais" geralmente não são considerados intimamente ligados a Assur. Os três últimos nomes mencionados na lista antes de Puzurassur I; Sulili, Quiquía e Aquía, talvez possam ser governantes históricos genuínos de Assur, mas sua existência não é corroborada por outras fontes e encaixá-los cronologicamente entre Puzurassur I e os reis de Ur III é problemático.
Os únicos nomes entre os primeiros nomes na lista de reis que são mencionados em fontes antigas posteriores fora da lista são Uspia, o 17º nome mencionado, e Quiquía, o 28º nome. Uspia é declarado nas inscrições dos reis assírios significativamente posteriores Salmanaser I (c. 1273–1244 a.C.) e Assaradão (681–669 a.C.) como tendo sido o construtor original do  templo dedicado ao deus Assur em Assur, e, portanto, o fundador da própria cidade. Embora seja possível que Salmanaser I tenha obtido o nome de Uspia da tradição oral ou de inscrições que não mais sobrevivem, também é estranho que o nome do suposto fundador, se fosse real, da cidade e seus primeiros templos não apareça em inscrições até cerca de um milênio depois. Quiquía é mencionado nas inscrições de Assurrimnisesu (c. 1408–1401 a.C.) e Salmanaser III (859–824 a.C.) como o suposto primeiro construtor de uma muralha ao redor Assur.

## Evidências arqueológicas

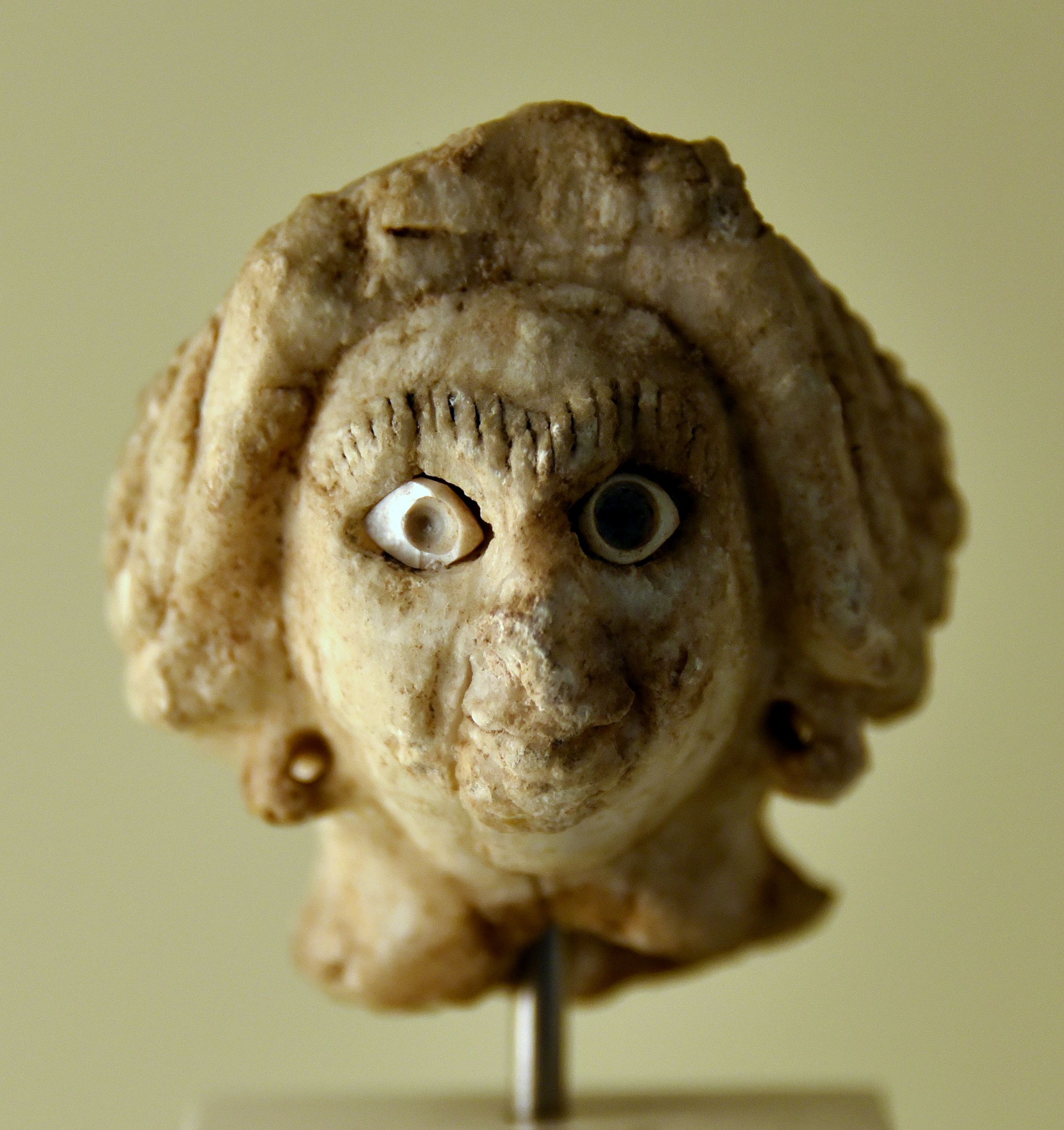
Cabeça de uma figura feminina, datada do período acádio, encontrada em Assur

Há muito pouca evidência sobrevivente de que tipo de assentamento Assur era no período inicial. Entre as escassas evidências arqueológicas recuperadas do início de Assur estão os restos de dois templos construídos em tijolos de barro, ambos dedicados à deusa Istar. Chamado de Istar H e G por pesquisadores modernos, o anterior (H) não deixou quase nenhum vestígio além dos tocos inferiores de suas paredes e pode ser datado com confiança do período dinástico arcaico, pois nada foi encontrado abaixo dele (indicando que estava entre as estruturas mais antigas no local) e porque algumas das paredes do templo posterior (G) estão diretamente acima dele. Istar G era composto de uma cela oblonga, uma antessala e um nicho em sua extremidade, talvez projetada para conter uma estátua de culto. A estrutura do menos bem preservado Istar H era provavelmente semelhante. A arquitetura dos templos é sugestiva dos períodos ED II (c. 2750/2700–2600 a.C.) e ED III (c. 2600–2350 a.C.). Ambos os templos parecem ter sido destruídos ao serem incendiados.

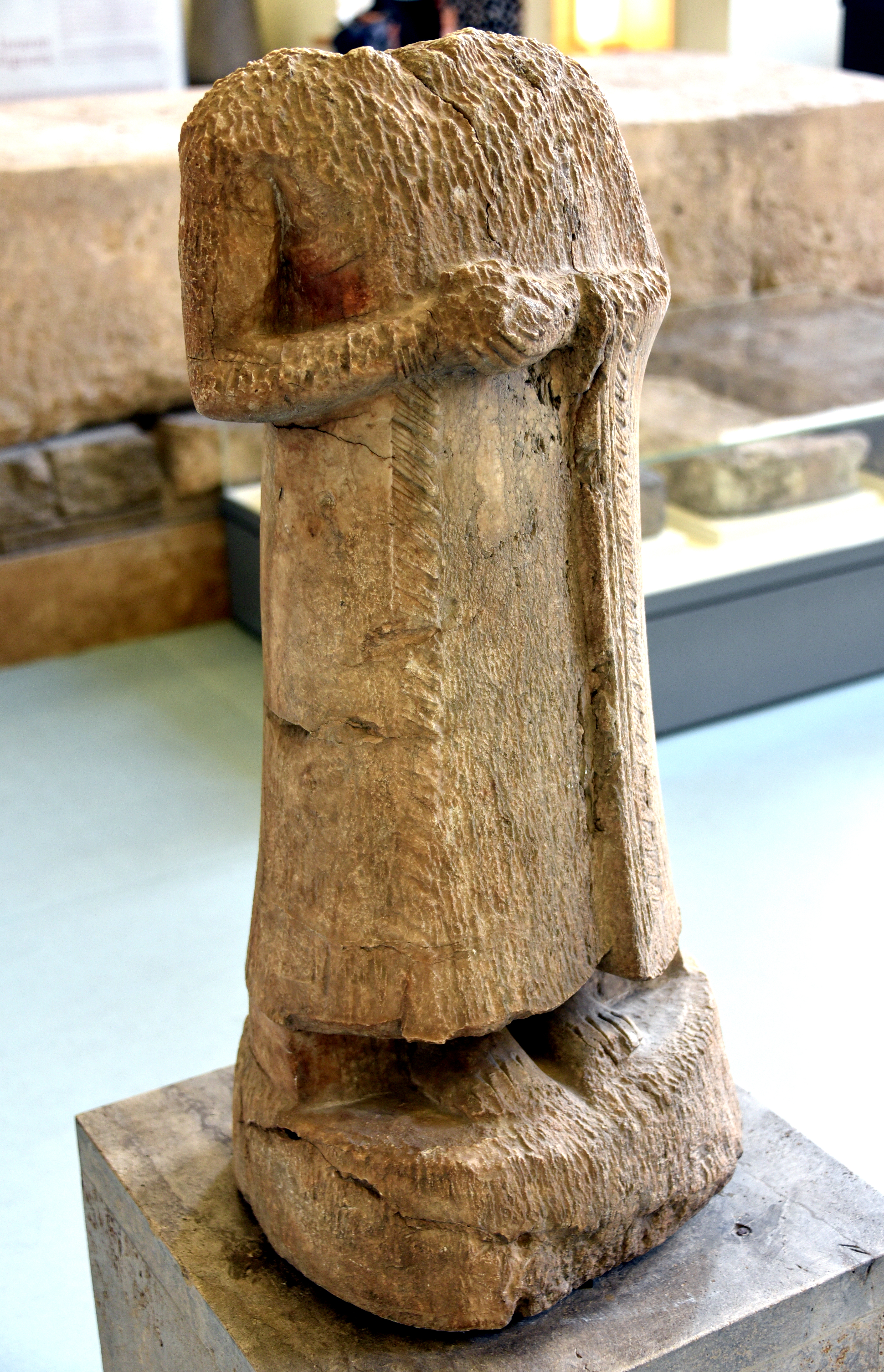
Estátua de Assur no período Ur III, possivelmente representando o governador Zaricum

Também foram recuperados em conjunto com esses templos 87 figuras de alabastro de adoradores, variando em altura de 20 a 65 centímetros (8 a 26 polegadas), representando homens e mulheres. O estilo dessas figuras lembra figuras sumérias dos períodos ED II e ED III. Uma das primeiras figuras encontradas em Assur é uma cabeça de uma figura feminina, vestindo um filé. Esta cabeça é típica do estilo artístico do período acádio, com curvas lisas e suaves e uma boca cheia. Como foi encontrado em associação com o templo de Istar G, indica que o templo continuou a ser usado até o período acádio. Além das figuras de alabastro dos adoradores, também foram recuperadas 24 estátuas de pedra de mulheres nuas, cinco estátuas de animais, vários queimadores de incenso/suportes de panela e três grandes altares de barro ou modelos de casas. Uma figura única entre os achados recuperados foi uma estatueta de marfim de uma mulher nua, ao lado de fragmentos de pelo menos cinco estatuetas semelhantes adicionais. O marfim usado pode ter vindo de elefantes indianos, o que indicaria o comércio entre Assur e as primeiras tribos e estados do Irã. Também foram encontrados entre os artefatos de Istar G uma garrafa de barro com as feições de uma mulher nua, bem como uma estatueta de um homem com um pênis ereto.
Além das figuras e da arquitetura, outros achados arqueológicos, incluindo cerâmica e um vaso, do início de Assur também demonstram forte influência suméria. Em um dos templos também foi encontrado um fragmento de um estrado que retrata uma mulher deitada, usando gargantilha, brincos e vários anéis com seios expostos; o estilo típico associado a uma nobre suméria falecida que deveria ser enterrada.

## Sociedade

### População e cultura
É impossível determinar com confiança a composição étnica da população inicial de Assur com base apenas em evidências materiais, mas é improvável que tenha sido homogênea. A população de Assur no período inicial era provavelmente principalmente tribal e provavelmente teria falado predominantemente uma língua semítica, provavelmente acádio desde um ponto relativamente inicial no tempo. Como sugerido pelas evidências históricas sobre Baltil e Subartu, o local de Assur e as terras vizinhas provavelmente foram originalmente habitadas por hurritas, que foram assimilados ou deslocados em algum momento quando os primeiros assírios de língua semítica se estabeleceram na região. Se eles fossem expulsos, os hurritas de Assur e da região circundante poderiam ter migrado para as montanhas no leste, onde os hurritas são historicamente comprovados em períodos posteriores. De acordo com o assiriólogo Georges Roux, muitos dos primeiros nomes da Lista de Reis Assírios, como Tudia, Uspia, Sulili e Quiquía, não são de origem semítica ou acádia, mas talvez possam ser hurritas.
A forte influência suméria vista nos templos de Istar H e G pode sugerir que não havia apenas influência suméria em Assur durante esse período, mas talvez que o local tenha sido por um tempo em sua história inicial habitado por um grupo de sumérios ao lado dos habitantes locais, ou possivelmente até que foi conquistado por algum governante sumério desconhecido.

### Religião
Os primeiros templos em Assur sendo dedicados a Istar, combinados com o número de estatuetas femininas nuas encontradas nos templos de Istar H e G, sugere que Assur no período inicial estava preocupado com um culto de fertilidade. Istar também era uma divindade principal entre os primeiros habitantes hurritas de Nuzi, e em outras cidades vizinhas. Em hurrita, Istar era chamada Ishara. O culto da fertilidade e a devoção a Istar não diminuíram com a incorporação de Assur ao Império Acádio, já que Istar era a divindade patronal de Acade e, portanto, era muito respeitada pelos governantes acádios. A partir do período acádio em diante, houve também muita reverência religiosa pela lua e seu deus associado, Sim, uma prática continuada nos períodos assírios posteriores e inspirada na devoção lunar dos reis acádios. Nem todas as práticas dos reis acádios eram vistas como boas pelas populações de Assur. Em particular, parece ter havido objeções à prática dos reis acádios de adicionar estátuas de si mesmos aos templos (normalmente reservados apenas para estátuas de divindades); uma estátua acádia no templo dedicado a Istar em Assur mostra evidências de decapitação deliberada.
Embora a adoração do deus Assur, a divindade nacional assíria, seja bem atestada no período assírio antigo, não há evidência concreta de adoração de Assur desde o período inicial. Os textos do período acádio que nomeiam explicitamente a cidade como Assur são as primeiras referências indiretas ao deus Assur, já que o deus compartilha o nome da cidade. O deus Assur e a cidade de Assur tiveram seus nomes inscritos exatamente da mesma maneira nos tempos antigos (Aššur). Como os documentos assírios antigos às vezes parecem não diferenciar entre a cidade e o deus, acredita-se que o deus Assur é uma personificação divinizada da própria cidade. Talvez o sítio da cidade, originário como um local sagrado antes da construção da cidade e povoado devido à sua localização estratégica, tenha vindo gradualmente a ser considerado divino por direito próprio em algum momento do período inicial. Os assírios de períodos posteriores ligaram o deus Assur a Istar e, embora nunca tenha sido expressamente declarado, às vezes eles eram mencionados juntos em inscrições como se fossem marido e mulher. O papel de Assur como divindade era flexível e mudou com a mudança de cultura e política dos próprios assírios. Embora em séculos posteriores ele fosse considerado um deus da guerra, guiando os reis assírios em suas campanhas, ele era nos tempos assírio antigo (e presumivelmente também no período assírio inicial) visto como um deus da morte e do renascimento, relacionado à agricultura. Embora não fosse mais a principal função do deus Assur em períodos posteriores, seu papel agrícola continuou a ser proeminente. Um dos principais símbolos associados ao deus Assur até o Império Neoassírio era a "Árvore da Vida", que representava o renascimento da vida a cada primavera. Como tal, ele ainda manteve seu status como um deus da morte e do renascimento.